# Хронический простатит/синдром хронической тазовой боли

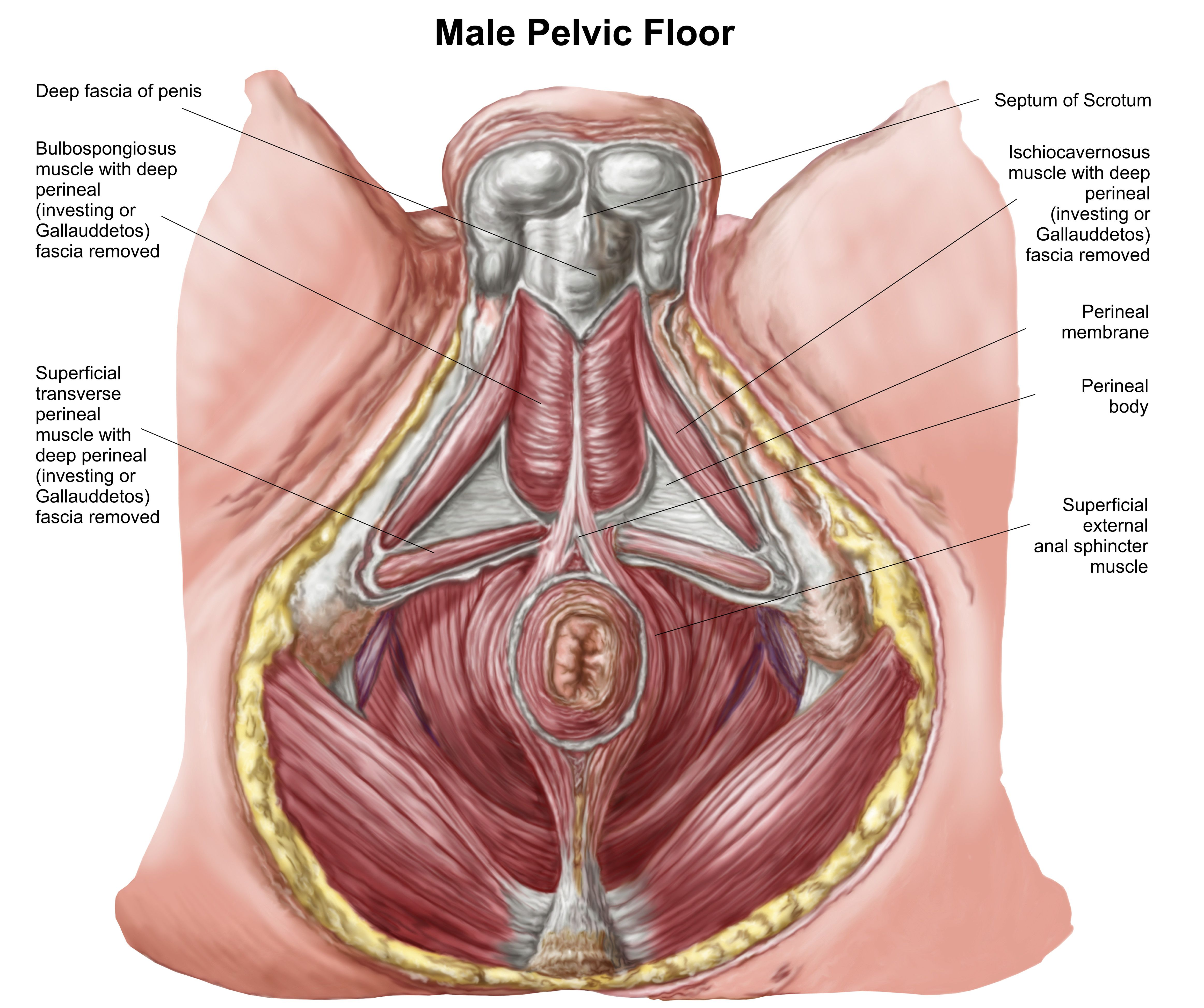
Тазовое дно мужчины

Хронический простатит/синдром хронической тазовой боли — распространенный синдром, ранее называвшийся небактериальным простатитом. Он включает в себя боль/дискомфорт в области таза и симптомы со стороны нижних мочевыводящих путей. Часто сопровождается эректильной дисфункцией и депрессией. На долю ХП/СХТБ приходится подавляющее число диагнозов «простатит», около 95-97%.  Оно не связано с бактериями, это неинфекционное заболевание. В международной классификации простатита ХП/СХТБ относится к III группе, соответственно IIIA - ХП/СХТБ с признаками воспаления (гнойные клетки в секрете предстательной железы) и IIIB - без признаков воспаления. Этот вариант встречается гораздо чаще. Термин "простатит" оставлен в названии скорее как следование глубоко укоренившимся стереотипам в урологии. Сама простата в подавляющем большинстве случаев ХП/СХТБ не вовлечена в процесс и абсолютно здорова.  

## Симптомы
Хронический простатит/синдром хронической тазовой боли включает в себя широкий комплекс симптомов, такие как боль или дискомфорт в области таза (прямая кишка, мошонка, низ спины, низ живота, анус). Учащенное мочеиспускание, или, напротив, задержка мочеиспускания и слабая струя мочи. Эректильная дисфункция, жжение при семяизвержении, боль в половом члене. Могут присутствовать дизурия , артралгия , миалгия , необъяснимая усталость, депрессия. Боль часто может иррадиировать в спину и прямую кишку, делая сидение неудобным, что является отличительным признаком этого состояния. Иногда может наблюдаться гемоспермия (примеси крови в сперме), нарушения дефекации, обусловленные дисфункцией мышц levator ani. Ощущения застревания мочи в уретре. 

## Причины
На сегодняшний день нет единой общепризнанной этиологической теории.

### Дисфункция тазового дна
Наиболее широко признанной теорией является теория дисфункции тазового дна (мышц и нервов, находящихся в области малого таза). Теория предполагает, что тревога или стресс приводят к хроническому бессознательному сокращению мышц тазового дна, что приводит к образованию триггерных точек и боли.  Боль приводит к дальнейшей тревоге и, таким образом, ухудшению состояния. Мышцы, находящиеся в состоянии гипертонуса сами могут влиять на половой нерв или на простату, вызывая рефлюкс мочи и другие нарушения.

### Нервы, стресс и гормоны
Другое предположение заключается в том, что это может быть результатом взаимодействия психологических факторов и дисфункции иммунной, неврологической и эндокринной систем.
Обзор 2016 года показал, что, хотя периферическая нервная система ответственна за начало заболевания, центральная нервная система (ЦНС) ответственна за продолжение боли даже без постоянного поступления сигналов от периферических нервов.
Теории, лежащие в основе этого заболевания, включают дисфункцию гипоталамо-гипофизарно-надпочечниковой оси, вызванную стрессом , и нарушения гормональной (эндокринной) активности надпочечников  и нейрогенное воспаление. 
Ранее сложившийся в урологической практике стереотип трактовать подобную симптоматику как проявления хронического бактериального простатита давно и очевидно себя изжил. Теория бактериальной инфекции оказалась несущественной в исследовании 2003 года, в ходе которого было обнаружено, что у людей с симптомами в области таза и без них в предстательной железе колонизировалось одинаковое количество схожих бактерий.

## Лечение
Синдром хронической тазовой боли трудно поддается лечению.  Первоначальные рекомендации включают обучение относительно состояния, управление стрессом и изменение поведения. Важно чтобы лечащий врач провел беседу с пациентом о причинах этого состояния, дал понять что оно не является опасным и не приносит необратимых изменений в половых органах.
Антибиотики, не рекомендуются, несмотря на то, что они могут временно облегчить симптомы у некоторых пациентов за счет известного противовоспалительного эффекта.
Наиболее эффективным и доказательным подходом к лечению является система UPOINTS, разработанная Американской урологической ассоциацией. Она ориентируется на каждого пациента в отдельности, исходя их его симптоматических доменов.
Из медикаментозных методов лечения рекомендуется использовать препараты в соответствии с имеющимися симптомами. Например, трудности мочеиспускания лечатся с помощью альфа-адреноблокаторов, таких как Тамсулозин. Эректильная дисфункция корректируется препаратами из группы ингибиторов фосфодиэстеразы 5 типа (Тадалафил, Силденафил).
Для лечения невропатической боли могут использоваться нейромодуляторы, такие как Амитриптилин или Габапентин.
Антидепрессанты могут быть назначены как и при сопутствующей депрессии, так и при подозрении на сформировавшуюся центральную сенсибилизацию.
Физиотерапия тазового дня, воздействующая на мышцы и триггерные точки, включена в список рекомендаций Американской урологической ассоциации наряду с сухим иглоукалыванием и низкочастотной ударно-волновой терапией.

## Прогноз
В последние годы прогноз для хронического простатита/хронической тазовой боли улучшился с появлением мультимодального лечения, физиотерапии , протоколов, направленных на успокоение тазовых нервов посредством высвобождения миофасциальных триггерных точек, контроля тревожности и терапии хронической боли.